# Стипендия

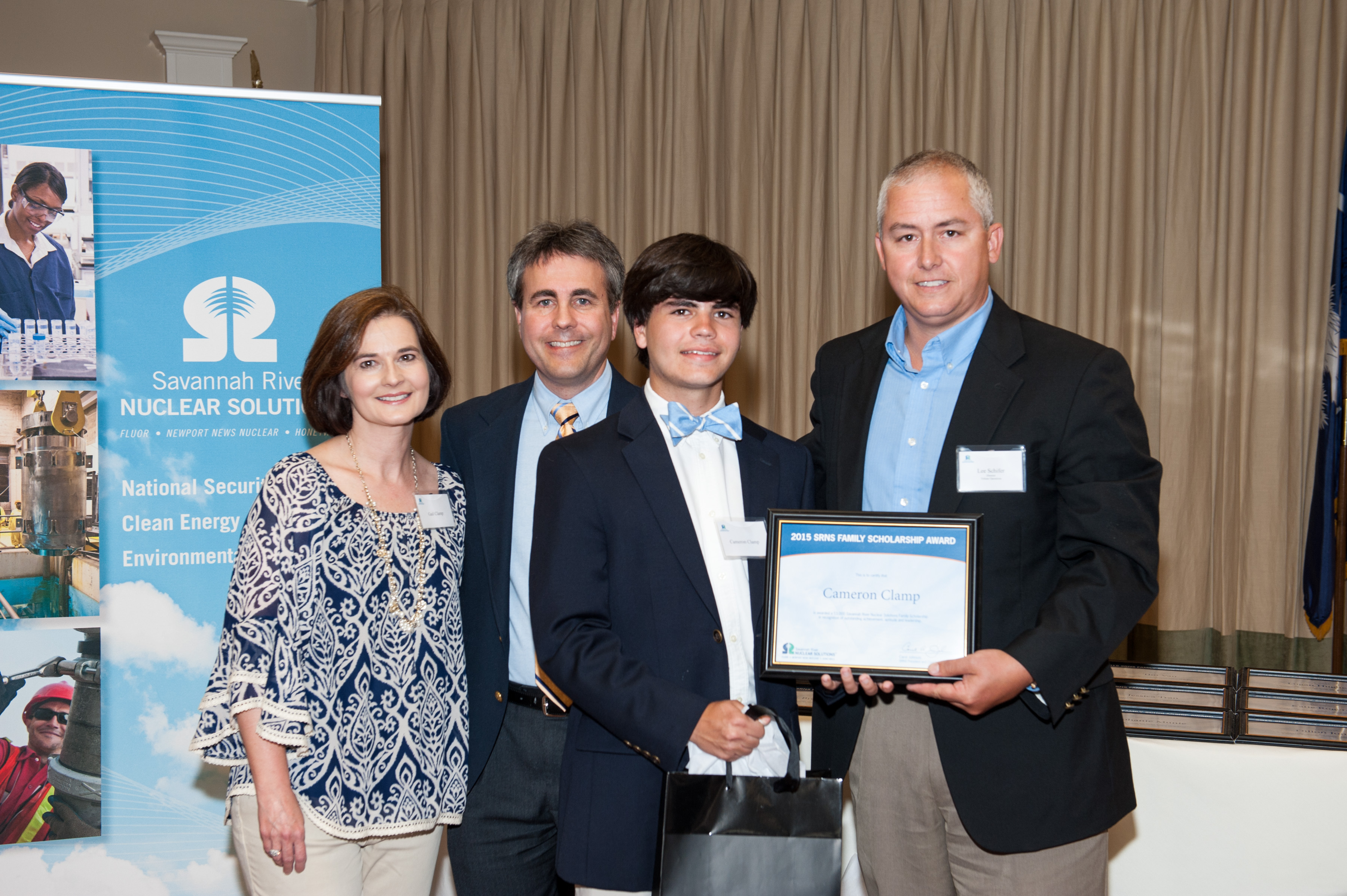
Торжественное вручение сертификата именной стипендии. Стипендиат — молодой человек (в галстуке-бабочке).

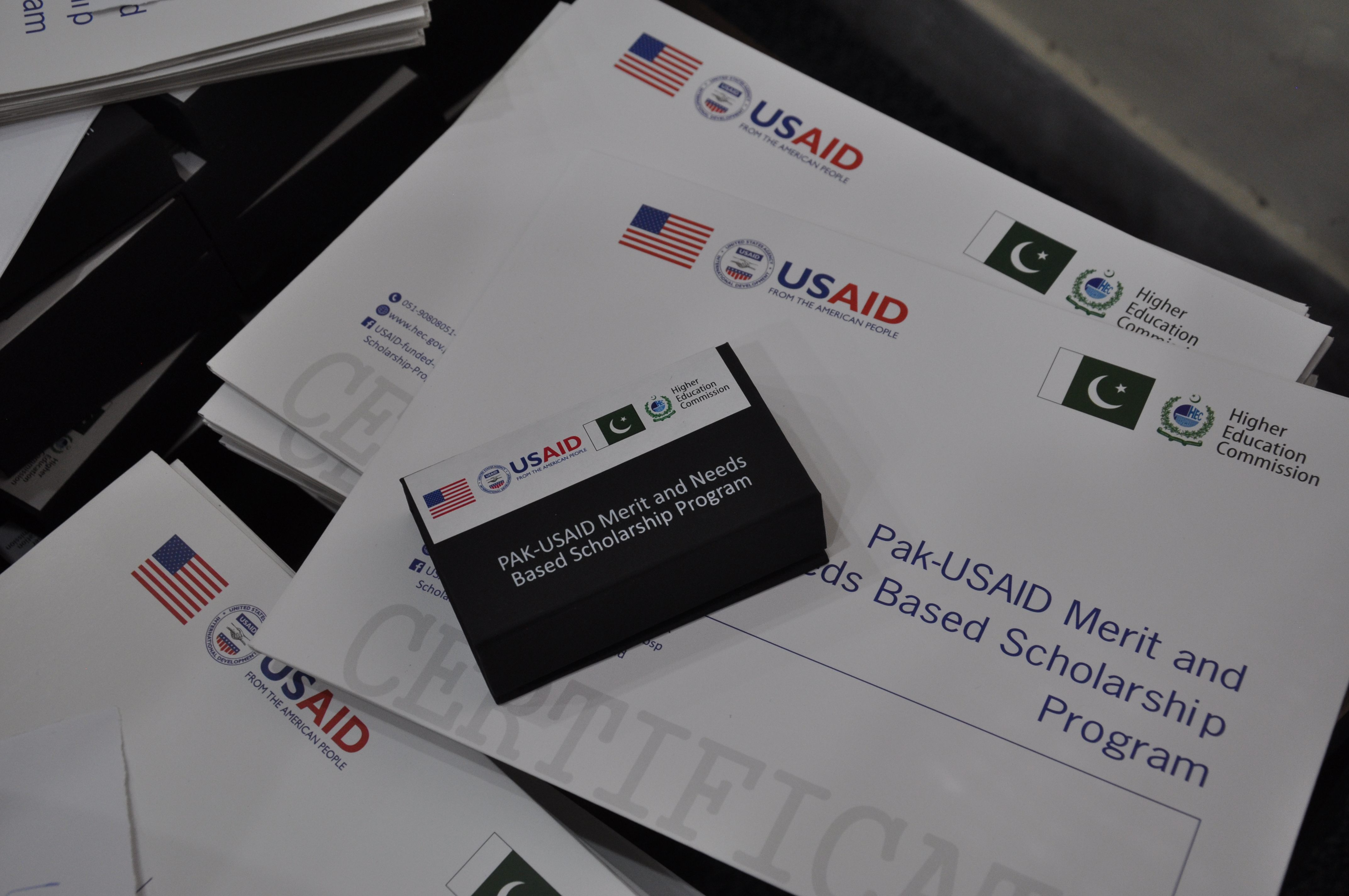
Сертификаты на получение стипендии US Aid.

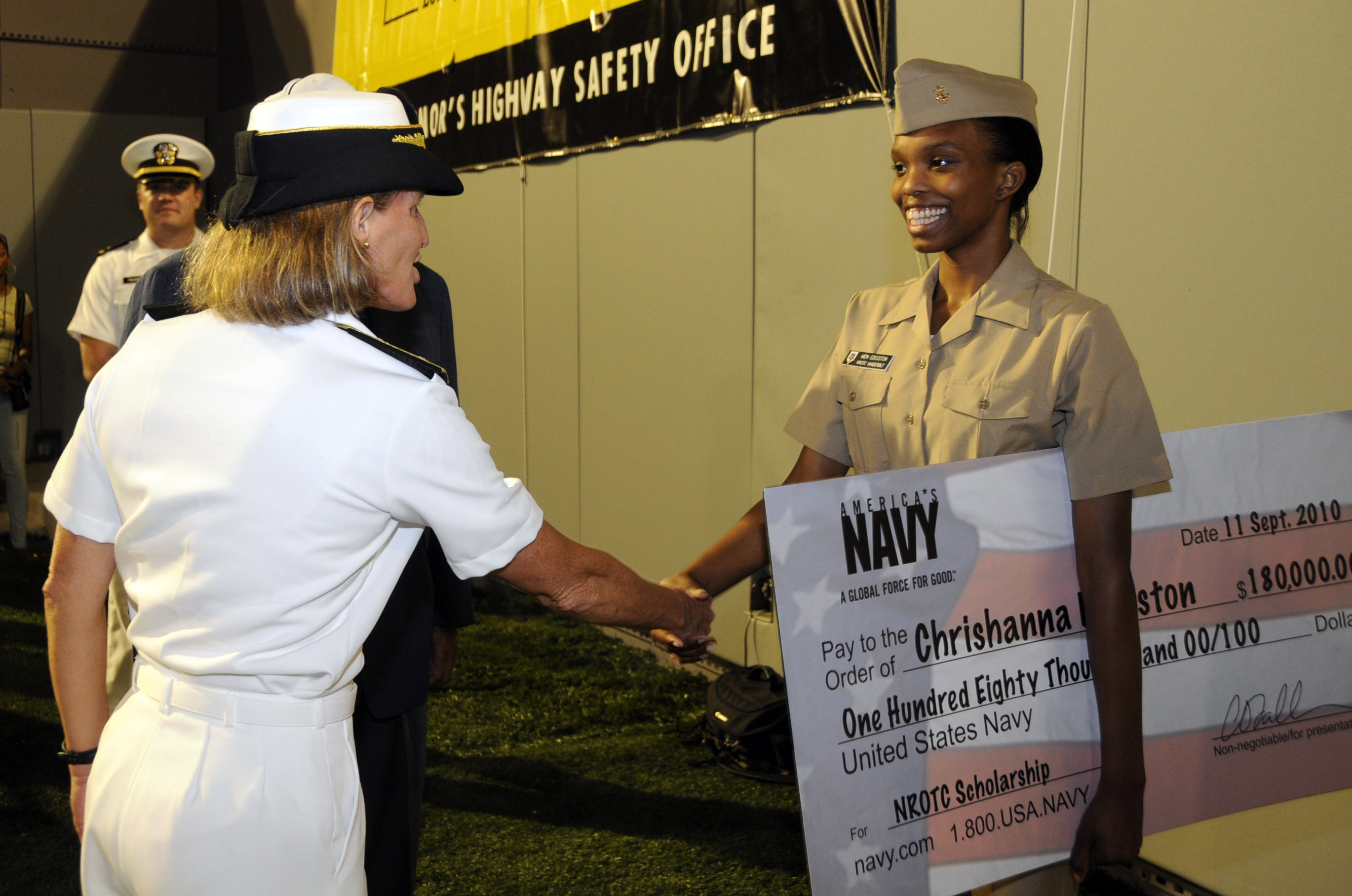
Контр-адмирал ВМФ США вручает гардемарину церемониальный чек, символизирующий её стипендию в размере $180 тыс. для подготовки кандидата в офицеры резерва ВМФ США.

Стипендия (от лат. stipendium — плата, жалование) — регулярное (обычно ежемесячное) денежное пособие учащимся, как правило, средних специальных и высших учебных заведений, а также аспирантам, докторантам и лицам, проходящим повышение квалификации.
Стипендией также называют нерегулярную финансовую помощь в виде оплаты стоимости обучения (гранта). Стипендиат, стипендиатка — человек получающий денежное содержанье (стипендию), выдаваемое неимущему ученику, студенту.

## История
Стипендию учащимся начали выдавать в средневековых университетах и городских школах. В России стипендии существуют с XVIII века. Средства на стипендии жертвовались благотворителями, а также поступали от городских властей, церкви, из государственной казны.

## Виды стипендий в России
- Государственная академическая стипендия студентам — выдаётся на следующий семестр обучения по итогам предыдущей сессии (размер стипендии может учитывать различие в успеха в учёбе, семейное положение, ходатайства спортивных секций и т. п.). Всем студентам-первокурсникам, зачисленным на бюджет, в первом семестре выдаётся одинаковая (например, минимальная, предусмотренная законом), результаты ЕГЭ на размер стипендии не влияют. Студентам с академической задолженностью по итогам сессии и с оценками «удовлетворительно» стипендия не начисляется. Учебные заведения самостоятельно устанавливают размер академической стипендии, но он не может быть меньше минимально допустимого. В ряде регионов действуют районные коэффициенты и надбавки, увеличивающие минимальный размер стипендии. Академическая стипендия является самым распространённым видом стипендии в стране[3].
- Государственные стипендии аспирантам, ординаторам, ассистентам-стажёрам.
- Государственная социальная стипендия студентам — выдаётся нуждающимся (соответствующий список определяется законом, однако руководство вуза может его расширить) студентам, обучающимся на бюджетной основе.
- Почётная стипендия — выдаётся особо отличившимся по решению учредившего её органа (например, стипендия Учёного совета, стипендия Правительства или Президента России).
- Именная стипендия — выдаётся отличившимся и успешно обучающимся в определённой области (сфере). Например, Стипендия имени Вознесенского, Стипендия имени Гайдара, Стипендия имени Лихачёва, Стипендия имени Маслюкова, Стипендия имени Примакова, Стипендия имени Собчака, Стипендия имени Солженицына, Стипендия имени Туманова.[4]
- Стипендия предприятия (компании) — выдаётся студентам, взявшим на себе обязательство по окончании вуза прийти на работу на данное предприятие (компанию).
- Единовременная материальная помощь — выдаётся по требованию студента один раз в семестр.
- Стипендия имени С. П. Королева — учреждена правительством РФ в январе 2023 года за значительный успехи в сфере инженерии, в январе 2024 её размер поднят до 20 тысяч рублей[5].
- Президентская стипендия — предназначена для молодых учёных и аспирантов до 35 лет, которые имеют научные труды. Также выплачивается студентам и аспирантам, с отличной успеваемостью и результатами исследовательской работы, обучающимся по специальностям по приоритетным направлениям российской экономики. В январе 2024 года президент РФ заявил о повышении президентской стипендии до 30 тысяч рублей[5][6].
- Стипендия для аспирантов — учреждена в ноябре 2023 года Владимиром Путиным для аспирантов, проводящих исследования в рамках реализации приоритетных направлений научно-технологического развития страны. Размер этой стипендии — 75 тысяч рублей[5][6].

## Стипендия в СССР
Центральный исполнительный комитет и Совет народных комиссаров Союза ССР постановляют: Ст. 8 Постановления Центрального исполнительного комитета и Совета народных комиссаров Союза ССР от 16 сентября 1930 г. о материальном обеспечении учащихся высших учебных заведений, техникумов и рабфаков и о порядке направления на работу лиц, окончивших высшие учебные заведения и техникумы (С. З. СССР, 1931, № 26, ст. 206) изложить в следующей редакции: от 16 сентября 1930 г. о материальном обеспечении учащихся высших учебных заведений:
«8. Число учащихся, обеспечиваемых стипендиями в каждом из дневных индустриально-технических и транспортных высших учебных заведений, высших учебных заведений связи, а также дневных физико-математических и географических факультетов должно составлять 75 %; в дневных сельско-хозяйственных, педагогических и экономических высших учебных заведениях — 70 %; в дневных медицинских высших учебных заведениях 60 %; во всех остальных дневных высших учебных заведениях — 50 % общего числа учащихся.
Число обеспечиваемых стипендиями учащихся в дневных индустриальных, индустриально-технических, транспортных, педагогических и экономических техникумах, а также в техникумах связи и индустриального земледелия должно составлять 55 %, в дневных сельско-хозяйственных и медицинских техникумах — 50 %, а во всех остальных дневных техникумах — 40 % общего числа учащихся.
В вечерних высших учебных заведениях и техникумах стипендиями обеспечивается 50 % учащихся последнего курса.
Примечание. В приведенное выше количество учащихся, обеспечиваемых стипендиями, включаются и студенты, получающие стипендии по контрактации.»
https://istmat.org/node/50332—+Постановление+ЦИК+СССР+№+11,+СНК+СССР+№+504+от+13+июля+1931+года+«О+порядке+обеспечения+стипендиями+учащихся+рабочих+факультетов»

Ленинская стипендия — самая престижная и высокая студенческая стипендия в Советском Союзе.
Учреждена в ознаменование 90-летия со дня рождения В. И. Ленина в 1960 году постановлением Совета Министров СССР № 371 от 31 марта 1960 года и приказом Министерства высшего и среднего специального образования № 255 от 03 мая 1960 года. Назначалась студентам со 2-го курса за отличную учебу и активную общественную деятельность. Выплачивалась ежемесячно. Устанавливалась сроком на 1 год, но могла продляться по результатам экзаменационной сессии. Размер стипендии составлял от 80 рублей в 1960-е годы до 120 рублей в 1980-е годы.

В СССР также ранее существовала Сталинская стипендия, учреждённая в 1939 году вместе со Сталинской премией в честь 60-летия Сталина.

Одновременно со Сталинской стипендией в СССР существовала Ньютоновская стипендия, утверждённая с 1 января 1943 года в ознаменование 300-летия со дня рождения великого английского ученого Исаака Ньютона для лучших студентов-отличников, специализирующихся по физике, математике, механике и астрономии.

В СССР была стипендия имени Карла Маркса для студентов высших учебных заведений и аспирантов высших учебных заведений и научно-исследовательских учреждений (по размеру приравнивалась к стипендии имени В. И. Ленина), стипендия имени Ленинского комсомола, стипендии имени партийных, государственных и общественных деятелей (Ф. И. Дзержинского, А. А. Жданова, М. И. Калинина, С. М. Кирова, В. В. Куйбышева, В. М. Молотова (в 1940—1960 годах), С. Орджоникидзе), деятелей науки, техники и культуры.

1. 
2. 
3. 
4. 
5. 
6. 
7. 
8. 

- Мамонтова Т. И. Стипендия // Большая советская энциклопедия. (В 30 томах) Гл. ред. А. М. Прохоров. Изд. 3-е. М.: «Советская энциклопедия», 1976. Т. 24. Собаки — Струна. 1976. 608 с. с илл., 30 л. илл., 5 л. карт. С. 519.
- Федеральный закон «О высшем и послевузовском профессиональном образовании». Статья 16. Пункт 3; Статья 19. Пункты 6 и 9